# Kystbanen
Kystbanen (Kustbanan) kallas den elektrifierade järnväg som går längs Öresund mellan Helsingör och Köpenhamn i Danmark. Den trafikeras av DSB regionaltåg samt söder om Østerport även av Öresundståg. Banan invigdes 1897. 
Kystbanens slutstation i Köpenhamn var, innan Boulevardtunneln fram till Hovedbanegården byggdes, Østerport station. Mellan Helsingör och Snekkersten delar Kystbanen spår med banan Lille Nord, som går mellan Helsingör och Hillerød.
På samma banvall, mellan Hovedbanegården och Klampenborg, går det S-tåg på egna spår med egen elspänning och eget signalsystem. Banan är fyrspårig på denna sträcka, varav en del i tunnel (Boulevardtunneln), och alltså två spår (de västra) för S-tåg och två spår (de östra) för regionaltåg. Norr om Klampenborg är det dubbelspår. 
Kystbanen är mellan Københavns Hovedbanegård och Østerport den mest trafikerade järnvägssträckan i Norden, med upp till 50 tåg/timme per riktning. Det förekommer ett fåtal godståg om dagen, endast utanför rusningstid.

## Framtida S-tåg mellan Köpenhamn och Helsingör
Det uppgavs 2011 att det fanns planer från Trafikstyrelsen på att göra om sträckan norr om Klampenborg till en bana endast för lokala S-tåg (och dieselgodståg), så att Öresundstågen skulle få vända i Klampenborg eller Østerport. Planer på att konvertera sträckan Klampenborg – Helsingör för S-tåg, istället för dagens regionaltåg, finns fortfarande (2019). I januari 2019 varnade Region Skånes tidigare ordförande Henrik Fritzon att S-tåg på Kystbanen kan försvåra tågtrafik med Öresundståg i en eventuell framtida HH-tunnel.